# Apimela luorum
Apimela luorum – gatunek chrząszcza z rodziny kusakowatych i podrodziny rydzenic.
Gatunek ten opisał po raz pierwszy w 1996 roku Roberto Pace na łamach „Revue suisse de Zoologie”. Jako lokalizację typową wskazano rezerwat leśny na Mount Elgon w Kenii. Epitet gatunkowy pochodzi od grupy etnicznej Luo.
Chrząszcz o błyszczącym, wydłużonym w zarysie ciele długości 2,6 mm. Głowa jest brudnoruda, o zatartym punktowaniu i bez siateczkowania. Czułki mają człon pierwszy żółtoczerwonawy, a człony pozostałe brązowe. Brudnorude przedplecze ma zatarte punktowanie i pozbawione jest siateczkowania. Również brudnorude, krótsze od przedplecza pokrywy mają wyraźne ziarenkowanie, natomiast brak na nich siateczkowania. Barwa odnóży jest rudożółta. Odwłok jest rudy z żółtorudymi tylnymi krawędziami urotergitów i żółtorudym wierzchołkiem. Na jego powierzchni występuje wyraźnie ziarenkowanie, brak zaś siateczkowania.
Owad afrotropikalny, znany wyłącznie z Kenii. Spotkany na rzędnych od 2100 do 2400 m n.p.m.